# Rosengård
 For alternative betydninger, se Rosengård (flertydig). (Se også artikler, som begynder med Rosengård)
Rosengård er en gammel hovedgård, som går helt tilbage til 1340, da navnet på gården var Kværkebygaard og tilhørte Ringsted Kloster, navnet Rosengården er fra 1685. Gården ligger 250 m øst for kirken i Kværkeby i Ringsted Kommune. Hovedbygningen er opført i 1869. Rosengård Gods er på 173,3 hektar.

## Ejere af Rosengaard
- (1340-1364) Nicolaus Jonsson
- (1364-1536) Ringsted Kloster
- (1536-1664) Kronen
- (1664-1685) Hans Olufsen
- (1685-1713) Bolle Luxdorph
- (1713) Hedevig Ulrikke Bollesdatter Luxdorph gift Knuth
- (1713-1736) Adam Christoffer greve Knuth
- (1736-1743) Ida Margrethe Reventlow gift Knuth
- (1743-1784) Conrad Ditlev baron Knuth
- (1784-1797) Adam Christoffer Conradsen baron Knuth
- (1797-1806) Lars Lassen
- (1806-1816) P. O. Andersen
- (1816-1832) Løjtnant Pingel
- (1832-1866) Hilarius Kalkau
- (1866-1888) Johannes Theodor Suhr
- (1888-1920) Johannes Theodor Suhr (søn)
- (1920-1933) Eva Fabricius gift Suhr
- (1933-1968) Erik Suhr (søn)
- (1968-2006) Rosengaard I/S v/a Bent Engelsborg
- (2006-) Rosengaard I/S v/a Niels Christian Engelsborg (søn)